# سهره درختی بزرگ
سهره درختی بزرگ ( Camarhynchus psittacula ) گونه‌ای از پرندگان از گروه سهره‌های داروین از خانواده فرخندگان است. بومی جزایر گالاپاگوس است.

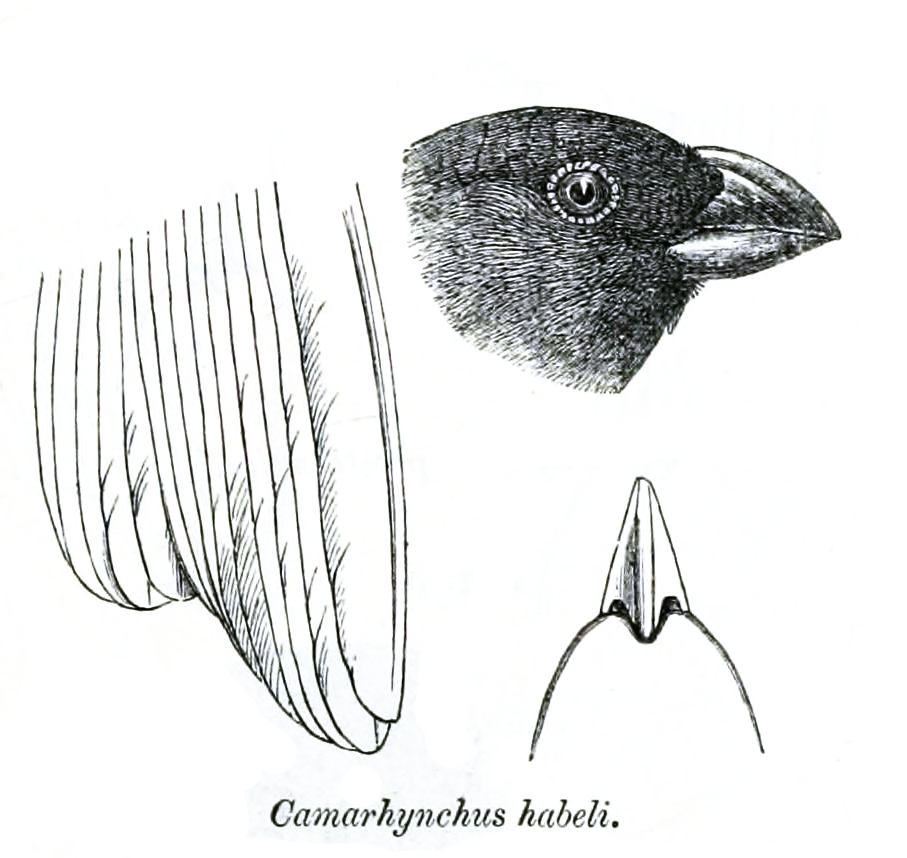

زیستگاه طبیعی آن جنگل‌های خشک نیمه‌گرمسیری یا گرمسیری و جنگل‌های کوهستانی نمناک نیمه‌گرمسیری یا گرمسیری است.